# Contea di Xia
La contea di Xia (夏县S, Xià XiànP) è una contea della Cina, situata nella provincia dello Shanxi e amministrata dalla prefettura di Yuncheng.